# Henriette Ekwe Ebongo
Henriette Ekwe Ebongo, coneguda popularment com a Tata Henriette (Ambam, 25 de desembre de 1949) és una periodista, editora i activista política camerunesa, guardonada amb el Premi Internacional Dona Coratge el 2011.
És editora del setmanari independent Babela i fundadora de la secció camerunesa de Transparència Internacional, organització no governamental internacional contra la corrupció política i empresarial. Advoca per la llibertat de premsa, la igualtat de gènere, els drets humans i un bon sistema de govern. Va participar activament en la lluita contra la dictadura al seu país en la dècada de 1980 i, després, en la campanya contra la corrupció del govern, la discriminació de gènere i els abusos contra els drets humans. Durant aquest temps ha sofert repressió, tortura i ha estat portada davant la cort militar.